# Marc Hosemann

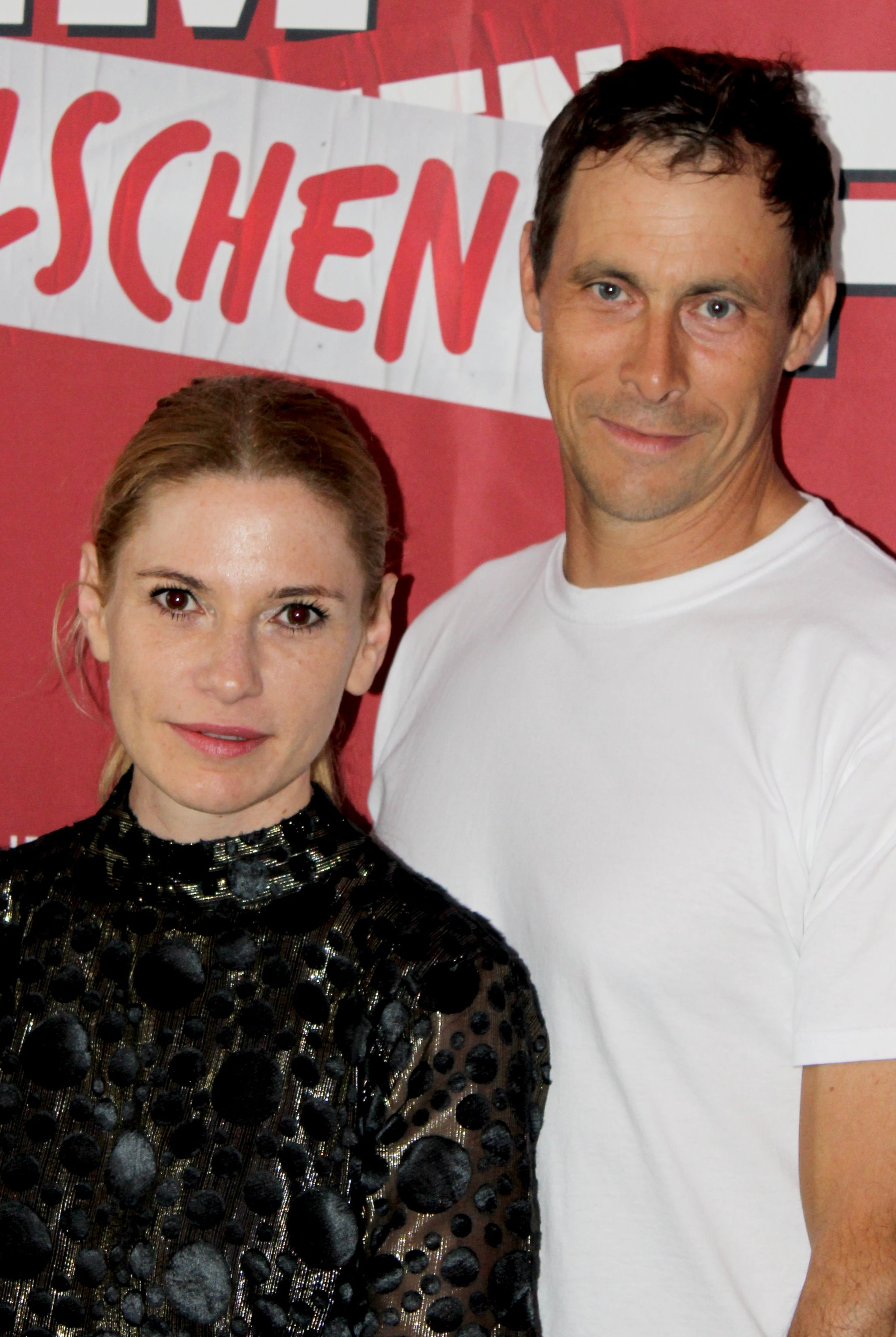
Marc Hosemann mit Laura Lackmann bei der Premiere von Zwei im falschen Film (2018)

Marc Hosemann (* 20. August 1970 in Hamburg) ist ein deutscher Schauspieler.

## Leben
Nachdem er zunächst unter anderem als Postbote seinen Lebensunterhalt verdient hatte, absolvierte Hosemann von 1993 bis 1996 eine Schauspielausbildung an der Hochschule für Musik und Darstellende Kunst in Hamburg und an der École internationale de Théâtre Jacques Lecoq in Paris.
Sein Filmdebüt gab er 1994 mit einer kleinen Rolle als Polizist in Die hirnlose Frau. Es folgten Gastauftritte in Fernsehserien wie Alles außer Mord und SOKO 5113. Seine erste Filmhauptrolle spielte er 1998 neben Heike Makatsch und Moritz Bleibtreu in Detlev Bucks Liebe deine Nächste!. Im Jahr darauf übernahm er die Hauptrolle in dem Kinofilm Long Hello & Short Goodbye von Rainer Kaufmann, der ihn auch in den Fernsehproduktionen Die Kirschenkönigin (2004), Das Beste kommt erst (vierteilige Reihe seit 2008) und Ich will dich (2014) besetzte. International machte Hosemann mit dem Film Investigating Sex (2001) auf sich aufmerksam, in dem er neben Dermot Mulroney, Neve Campbell und Nick Nolte zu sehen war.
Seit dem Jahr 2021 tritt er in der Mockumentary-Fernsehserie Die Discounter als Filialleiter Thorsten auf.
Daneben tritt er auch im Theater auf. Sein Debüt gab Hosemann 1996 am Hamburger Thalia Theater in Brechts Mutter Courage. Er wirkte etwa in Stücken wie Berlin Alexanderplatz mit. Von 2002 bis zu dessen Auflösung 2017 gehörte er mit Unterbrechungen dem Ensemble der Volksbühne Berlin unter Frank Castorf an.

## Filmografie
- 1994: Die hirnlose Frau
- 1996: Alles außer Mord (Fernsehserie, 1 Episode)
- 1997: Sperling und der gefallene Engel (Fernsehfilm)
- 1998: Kurz und schmerzlos
- 1998: SOKO 5113 (Fernsehserie, 1 Episode)
- 1998: Liebe deine Nächste!
- 1999: Long Hello & Short Goodbye
- 2000: Balko
- 2001: Investigating Sex
- 2001: Sind denn alle netten Männer schwul? (Fernsehfilm)
- 2004: Jargo
- 2004: Die Kirschenkönigin (Fernseh-Dreiteiler)
- 2004: Polizeiruf 110 – Dumm wie Brot (Fernsehfilm)
- 2006: Reine Formsache
- 2006: Schwarze Schafe
- 2006: Schwesterherz
- 2007: Das Herz ist ein dunkler Wald
- 2008: Das Beste kommt erst (Fernsehfilm)
- 2008: Einer bleibt sitzen (Fernsehfilm)
- 2008: Schade um das schöne Geld
- 2009: Hanna und die Bankräuber (Fernsehfilm)
- 2009: Soul Kitchen
- 2009: Ein Sommer in Long Island (Fernsehfilm)
- 2009: Die Gänsemagd (Fernsehfilm)
- 2009: Zweiohrküken
- 2010: Yuri Lennon’s Landing on Alpha46 (Kurzfilm)
- 2010: Vater Morgana
- 2012: Oh Boy
- 2012: Sechzehneichen (Fernsehfilm)
- 2012: In den besten Familien (Fernsehfilm)
- 2012: Donna Leon – Schöner Schein
- 2013: Achtung, fertig, WK!
- 2013: Beste Bescherung (Fernsehfilm)
- 2014: Tatort – Frühstück für immer (Fernsehfilm)
- 2014: Ich will dich (Fernsehfilm)
- 2014: Lieber Hans, bester Pjotr
- 2015: Familienfest
- 2015: Vier kriegen ein Kind (Fernsehfilm)
- 2015: Kommissar Dupin – Bretonisches Gold (Fernsehfilm)
- 2015: Das beste aller Leben (Fernsehfilm)
- 2015: Wilsberg: Bittere Pillen
- 2016: Tschick
- 2016: Affenkönig
- 2016: Pregau – Kein Weg zurück (Fernseh-Vierteiler)
- 2016: Ein starkes Team – Nathalie (Fernsehfilm)
- 2017: 4 Blocks (Fernsehserie, 4 Episoden)
- 2017: Magical Mystery oder: Die Rückkehr des Karl Schmidt
- 2017: Der König von Berlin (Fernsehfilm)
- 2017: Ich war eine glückliche Frau (Fernsehfilm)
- 2017: Babylon Berlin (Fernsehserie, 2 Episoden)
- 2017: Zwei im falschen Film
- 2018: Neben der Spur – Sag, es tut dir leid
- 2018: Steig. Nicht. Aus!
- 2018: Parfum (Fernsehserie, 6 Episoden)
- 2019: Der Goldene Handschuh
- 2019: Tatort: Die harte Kern
- 2019: Wendezeit
- 2019: Landkrimi – Das letzte Problem
- 2020: Pohlmann und die Zeit der Wünsche (Fernsehfilm)
- 2021: Ferdinand von Schirach: Feinde (Fernsehfilm)
- 2021: Helen Dorn: Wer Gewalt sät (Fernsehfilm)
- 2021: Um die 50 (Fernsehfilm)
- seit 2021: Die Discounter (Fernsehserie, 30 Episoden)
- 2021: Der Palast (Fernsehserie, 6 Episoden)
- 2021: Blackout (Fernsehserie, 2 Episoden)
- 2022: Lauchhammer – Tod in der Lausitz (Fernsehserie, 6 Episoden)
- 2023: Intimate
- 2023: Ein Fest fürs Leben
- 2023: Sophia, der Tod und ich
- 2023: Last Exit Schinkenstraße (Fernsehserie, 6 Episoden)
- 2023: German Genius (Fernsehserie)
- 2024: Achtsam Morden (Fernsehserie)
- 2024: Der Palast 2. Staffel (Fernsehserie, 6 Episoden)

Als Regisseur
- 2017: Koks Jedentag geht zur Arbeit! (Kurzstummfilm)

## Theater (Auswahl)
- 2010: Walter Mehring: Der Kaufmann von Berlin – Regie: Frank Castorf (Volksbühne Berlin)
- 2012: Fjodor Dostojewski: Die Wirtin als Murin – Regie: Frank Castorf (Volksbühne Berlin)
- 2014: Henrik Ibsen: Baumeister Solness als Halvard Solness, Baumeister – Regie: Frank Castorf (Volksbühne Berlin)
- 2015: Die Brüder Karamasow nach Fjodor M. Dostojewskij – Regie: Frank Castorf (Volksbühne Berlin)
- 2017: Johann Wolfgang von Goethe: Faust als Mephisto – Regie: Frank Castorf (Volksbühne Berlin)
- 2018: Eugene O’Neill: Der haarige Affe als Kaiser Jones – Regie: Frank Castorf (Hamburger Schauspielhaus)
- 2021: Erich Kästner: Fabian oder Der Gang vor die Hunde – Regie: Frank Castorf (Berliner Ensemble)

## Hörspiele und Features
- 1999: Ken Follett: Die Säulen der Erde (Jack) – Regie: Leonhard Koppelmann (Hörspiel (9 Teile) – WDR)
- 2004: Suspect Culture / David Greig: Mainstream – Regie: Erik Altorfer (Hörspiel – DRS2)
- 2005: Tankred Dorst: Parzivals Weg – Regie: Beate Andres (Hörspiel – DKultur)
- 2007: Theresia Walser: Ein bisschen Ruhe vor dem Sturm – Regie: Erik Altorfer (Hörspiel – DRS2)
- 2007: Matthias Schamp: Der Aufstand in den Sinnscheiße-Bergwerken – Regie: Beate Andres (Hörspiel – WDR)[4]
- 2013: Chris Ohnemus: Ein Zeichen von Großzügigkeit – Regie: Martin Zylka (Hörspiel – SR/RB/WDR)
- 2013: E. M. Cioran: Vom Nachteil, geboren zu sein – Regie: Kai Grehn (Hörspiel – SWR)
- 2014: Johanna Olausson: Refuse, Reduce, Reuse – Regie: Johanna Olausson (Feature – Dkultur)
- 2018: Hilary Mantel: Brüder – Regie: Walter Adler (Hörspielserie (26 Teile) – WDR)[5]
- 2019: Thomas Fritz: Toter Winkel (Wiegand) – Regie: Ulrich Lampen (Kriminalhörspiel, NDR)
- 2019: Eva Lia Reinegger: immer dienstags (Jeff) – Regie: Annette Kurth (Hörspiel (4 Teile) – WDR)[6]

## Auszeichnungen
- 2024: Nominierung für den Deutschen Filmpreis in der Kategorie „Beste männliche Hauptrolle“ für Sophia, der Tod und ich
- 2024: Ernst-Lubitsch-Preis für seine Rolle in Sophia, der Tod und ich[7]